# Radka Pavlovčinová
Radka Pavlovčinová (* 1. února 1989, Senica) je slovenská filmová, divadelní a televizní herečka, zpěvačka, televizní moderátorka a tanečnice žijící v Česku.

## Mládí
Narodila se 1. února 1989 v Senici. Již od dětství závodně tančila, hrála na klavír a navštěvovala dramatický kroužek. V devíti letech se stala mistryní světa v disco tanci. Během dospívání se přestěhovala do Prahy, kde později vystudovala Konzervatoř Jaroslava Ježka.

## Kariéra
Filmovou premiéru si odbyla v roce 2006 rolí Karly ve filmu Karla Janáka Rafťáci.
Svou první hlavní roli dostala v seriálu První krok, který byl vysílán v roce 2012.
Převážně hraje menší nebo epizodní role. Objevila se například v seriálech Cesty domů, Lajna, Hvězdy nad hlavou nebo v americkém seriálu Nebe s.r.o..
V roce 2019 si zahrála volejbalistku Terezu Kettnerovou, v české komedii Přes prsty.
Je dlouholetou členkou divadelního spolku Háta a divadel Kalich a Minor. Za roli čarodějnice v muzikálu Robin Hood získala nominaci na Cenu Thálie.
Je zpěvačkou funkové kapely Drama Queens. Předtím vystupovala s kubánskou salsovou kapelou Caribe.
V roce 2010 si zahrála v hudebním filmu Kanyeho Westa „Runaway“.
Během pandemie covidu-19 se aktivně věnovala spolku, který pomáhal lidem ve finanční tísni.
V březnu 2022 se ve spolupráci s UNICEF podílela na humanitární pomoci dětem válečných uprchlíků před ruskou invazí na Ukrajinu.
V roce 2023 si zahrála ve videoklipu "One Like You" americké zpěvačky LP.
V roce 2024 si zahrála v inscenaci Dobré ráno s Findou. Dále se stala moderátorkou stanice OK TV.

## Filmografie, výběr
- 2006 – Rafťáci
- 2009 – První krok
- 2010 – Cesty domů
- 2018 – Tátové na tahu
- 2019 – Přes prsty
- 2019 – Miracle Workers
- 2021 – Co ste hasiči
- 2021 – Hvězdy nad hlavou
- 2021 – Lajna